# Athyrium paludicola
Athyrium paludicola är en majbräkenväxtart som beskrevs av Satoru Kurata och Shunsuke Serizawa.
Athyrium paludicola ingår i släktet Athyrium och familjen Athyriaceae. Inga underarter finns listade i Catalogue of Life.